# 视与听
《视与听》（英語：Sight & Sound），又译《視與聲》或《画面与音响》，是一份英国电影月刊。最早于1932年出版，1934年起由当时刚成立的英国电影协会接管。

## 历史与内容
《视与听》于1932年首次出版，1934年起由当时刚成立的英国电影协会接管，并且至今仍在出版。《视与听》在历史上大部分时间都是每季度出版，直到20世纪90年代初期（除了在20世纪50年代初期作为月刊出版的短暂时期）。在1991年它与另一个英国电影协会的《每月电影简报》合并，并开始每月出版。该杂志于1949年至1955年由加文·兰伯特编辑，1956年至1990年由佩妮洛普·休斯敦编辑。重新启动的编辑是菲利普·多德。曾由尼克·詹姆斯编辑，目前则由迈克·威廉姆斯编辑。该杂志对每个月上映的所有电影进行评论，包括那些有限上映的电影，而不是像大多数电影杂志那样只专注于普通上映的电影。《视与听》为每部评论过的电影提供完整的演员和工作人员名单。

## 《视与听》影史最佳电影投票
每隔十年，《视与听》杂志都会邀请世界各地的影评人与导演投票选出他们认为的有史以来最好的十部电影。直到1992年，受邀影评人和导演们的投票才被编制成一份清单。但是自1992年起，影评人与导演的投票被分为两份独立的榜单。

### 影评人投票前十名

#### 1952年
1. 單車失竊記（Ladri di biciclette，25票）
2. 城市之光（City Lights，19票）
3. 淘金记（The Gold Rush，19票）
4. 波坦金戰艦（Броненосец «Потёмкин»，16票）
5. 忍無可忍（Intolerance，12票）
6. 路易斯安那州的故事（Louisiana Story，12票）
7. 貪婪（Greed，11票）
8. 天色破曉（法语：Le jour se lève (film)）（Le jour se lève，11票）
9. 圣女贞德蒙难记（La Passion de Jeanne d'Arc，11票）
10. 相見恨晚（Brief Encounter，10票）
11. 遊戲規則（La Règle du jeu，10票）
12. 百萬法郎（法语：Le Millionnaire (film, 1931)）（Le Million，10票）

#### 1962年
1. 大國民（Citizen Kane，22票）
2. 奇遇（L'Avventura，20票）

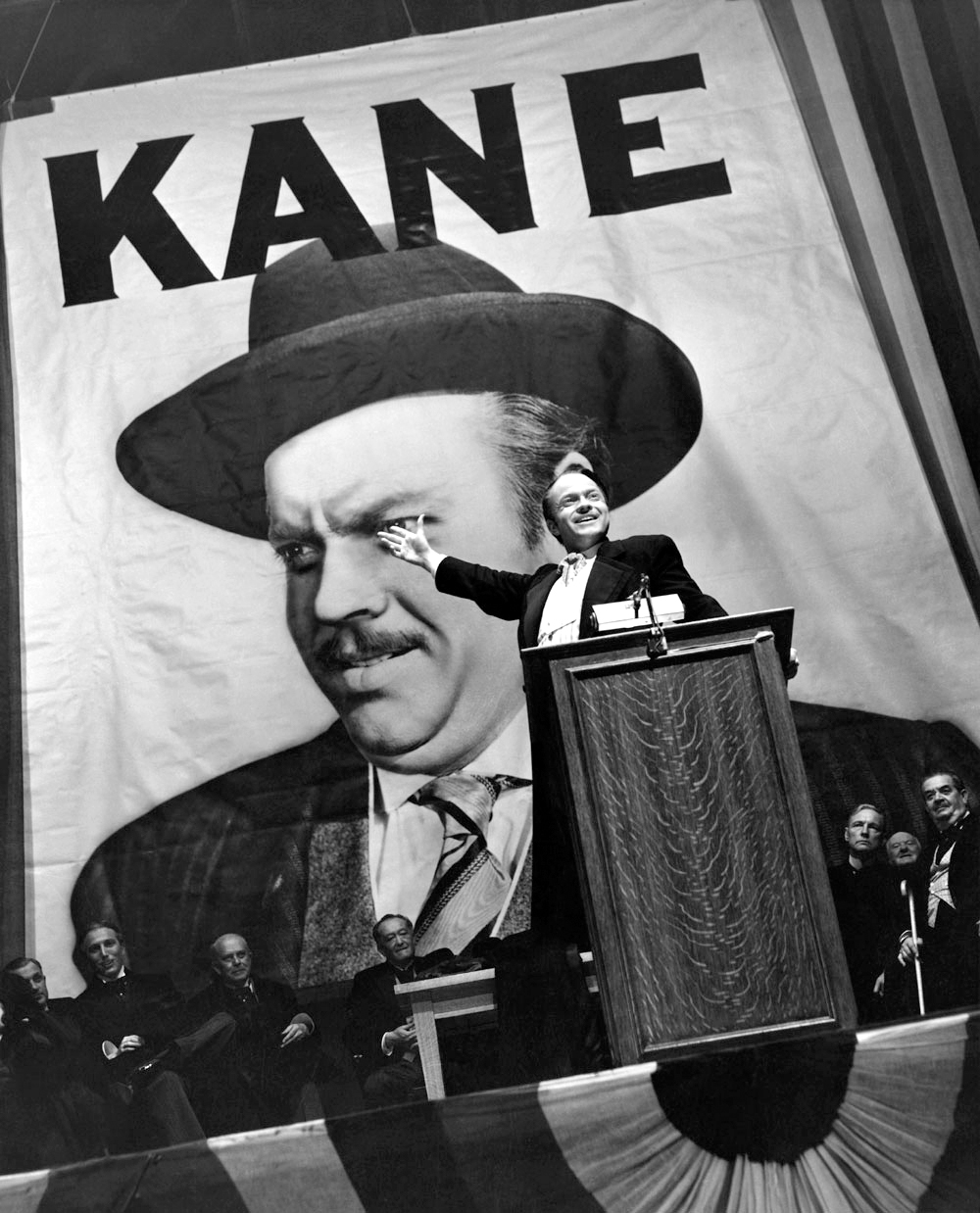
大國民（1941年）

3. 遊戲規則（La Règle du jeu，19票）
4. 貪婪（Greed，17票）
5. 雨月物語（雨月物語，17票）
6. 波坦金戰艦（Броненосец «Потёмкин»，16票）
7. 單車失竊記（Ladri di biciclette，16票）
8. 恐怖的伊凡（俄语：Иван Грозный (фильм)）（Иван Грозный，16票）
9. 大地在波動（義大利語：La terra trema）（La Terra Trema，14票）
10. 亞特蘭大號（L'Atalante，13票）

#### 1972年
1. 大國民（Citizen Kane，32票）
2. 遊戲規則（La Règle du jeu，28票）
3. 波坦金戰艦（Броненосец «Потёмкин»，16票）
4. 八又二分之一（8½，15票）
5. 情事（L'Avventura，12票）
6. 假面（Persona，12票）
7. 圣女贞德蒙难记（La Passion de Jeanne d'Arc，11票）
8. 將軍號（The General，10票）
9. 伟大的安巴逊（The Magnificent Ambersons，10票）
10. 雨月物語（雨月物語，9票）
11. 野草莓（Smultronstället，9票）

#### 1982年
1. 大國民（Citizen Kane，45票）
2. 遊戲規則（La Règle du jeu，31票）
3. 七武士（七人の侍，15票）
4. 萬花嬉春（Singin' in the Rain，15票）
5. 八部半（8½，14票）
6. 波坦金戰艦（Бронено́сец «Потёмкин»，13票）
7. 情事（L'Avventura，12票）
8. 伟大的安巴逊（The Magnificent Ambersons，12票）
9. 迷魂記（Vertigo，12票）
10. 將軍號（The General，11票）
11. 搜索者（The Searchers，11票）

#### 1992年
1. 大國民（Citizen Kane，43票）
2. 遊戲規則（La Règle du jeu，32票）
3. 東京物語（東京物語，22票）
4. 迷魂記（Vertigo，18票）
5. 搜索者（The Searchers，17票）
6. 亞特蘭大號（L'Atalante，15票）
7. 圣女贞德蒙难记（La Passion de Jeanne d'Arc，15票）
8. 大地之歌（পথের পাঁচালী，15票）
9. 波坦金戰艦（Бронено́сец «Потёмкин»，15票）
10. 2001太空漫遊（2001: A Space Odyssey，14票）

#### 2002年
1. 大國民（Citizen Kane，46票）
2. 迷魂記（Vertigo，41票）
3. 遊戲規則（La Règle du jeu，30票）
4. 教父和教父2（The Godfather / The Godfather Part II，23票）
5. 東京物語（東京物語，22票）
6. 2001太空漫遊（2001: A Space Odyssey，21票）
7. 波坦金戰艦（Броненосец «Потёмкин»，19票）
8. 日出（Sunrise: A Song of Two Humans，19票）
9. 八又二分之一（8½，18票）
10. 萬花嬉春（Singin' in the Rain，17票）

#### 2012年
1. 迷魂記（Vertigo，191票）

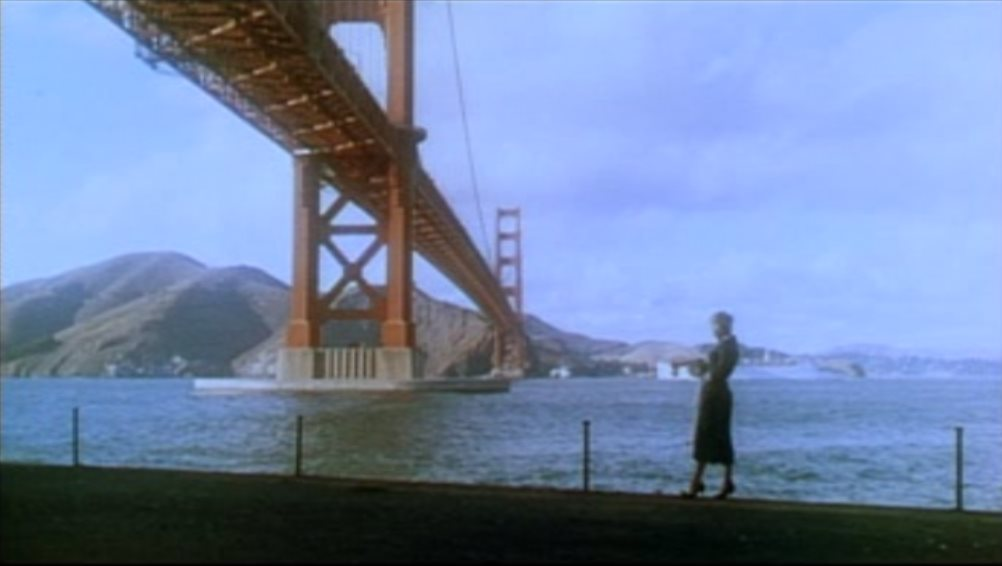
迷魂記（1958年）

2. 大國民（Citizen Kane，157票）
3. 東京物語（東京物語，107票）
4. 遊戲規則（La Règle du jeu，100票）
5. 日出（Sunrise: A Song of Two Humans，93票）
6. 2001太空漫遊（2001: A Space Odyssey，90票）
7. 搜索者（The Searchers，78票）
8. 持攝影機的人（Человек с киноаппаратом，68票）
9. 圣女贞德蒙难记（La Passion de Jeanne d'Arc，65票）
10. 八又二分之一（8½，64票）

#### 2022年
1. 珍妮德爾曼（Jeanne Dielman, 23 quai du Commerce, 1080 Bruxelles，215票）
2. 迷魂記（Vertigo，208票）
3. 大國民（Citizen Kane，163票）
4. 東京物語（東京物語，144票）
5. 花樣年華（141票）
6. 2001太空漫遊（2001: A Space Odyssey，130票）
7. 軍中禁戀（Beau Travail，106票）
8. 穆荷蘭大道（Mulholland Drive，105票）
9. 持攝影機的人（Человек с киноаппаратом，100票）
10. 萬花嬉春（Singin' in the Rain，99票）

### 导演投票前十名

#### 1992年
1. 大國民（Citizen Kane）
2. 八又二分之一（8½）
3. 蠻牛（Raging Bull）
4. 大路（La Strada）
5. 亚特兰大号（L'Atalante）
6. 教父（The Godfather）
7. 摩登时代（Modern Times）
8. 迷魂记（Vertigo）
9. 教父2（The Godfather Part II）
10. 圣女贞德蒙难记（La Passion de Jeanne d'Arc）
11. 罗生门（羅生門）
12. 七武士（七人の侍）

#### 2002年
1. 大國民（Citizen Kane）
2. 教父和教父2（The Godfather / The Godfather Part II）
3. 八又二分之一（8½）
4. 阿拉伯的勞倫斯（Lawrence of Arabia）
5. 奇爱博士（Dr. Strangelove）
6. 單車失竊記（Ladri di biciclette）
7. 蠻牛（Raging Bull）
8. 迷魂记（Vertigo）
9. 罗生门（羅生門）
10. 游戏规则（La Règle du jeu）
11. 七武士（七人の侍）

#### 2012年
1. 东京物语（東京物語，48票）
2. 2001太空漫游（2001: A Space Odyssey，42票）
3. 大國民（Citizen Kane，42票）
4. 八又二分之一（8½，40票）
5. 出租车司机（Taxi Driver，34票）
6. 现代启示录（Apocalypse Now，33票）
7. 教父（The Godfather，31票）
8. 迷魂记（Vertigo，31票）
9. 镜子（Зеркало，30票）
10. 單車失竊記（Ladri di biciclette，29票）

#### 2022年
1. 2001太空漫遊（2001: A Space Odyssey）
2. 大國民（Citizen Kane）
3. 教父（The Godfather）
4. 東京物語（東京物語）
5. 珍妮德爾曼（Jeanne Dielman, 23 quai du Commerce, 1080 Bruxelles）
6. 迷魂記（Vertigo）
7. 八又二分之一（8½）
8. 镜子（Зеркало）
9. 假面（Persona）
10. 花樣年華
11. 特寫鏡頭（کلوزآپ ، نمای نزدیک）

## 影史最佳导演

### 影评人投票前十名

#### 2002年
1. 奧森·威爾斯
2. 亞佛烈德·希區考克
3. 尚盧·高達
4. 尚·雷諾瓦
5. 黑澤明
6. 史丹利·庫柏力克
7. 費德里柯·費里尼
8. 約翰·福特
9. 谢尔盖·米哈依洛维奇·爱森斯坦
10. 法蘭西斯·福特·科波拉
11. 小津安二郎

### 导演投票前十名

#### 2002年
1. 奧森·威爾斯
2. 費德里柯·費里尼
3. 黑澤明
4. 法蘭西斯·福特·科波拉
5. 亞佛烈德·希區考克
6. 比利·懷德
7. 英格瑪·柏格曼
8. 史丹利·庫柏力克
9. 大衛·連
10. 尚·雷諾瓦
11. 馬丁·史柯西斯

## 影史最佳纪录片

### 2014年
1. 持攝影機的人（Человек с киноаппаратом，100票）
2. 浩劫（Shoah，68票）
3. 日月无光（Sans Soleil，62票）
4. 夜與霧（法语：Nuit et Brouillard (film)）（Nuit et Brouillard，56票）
5. 細細的藍線（英语：The Thin Blue Line (1988 film)）（The Thin Blue Line，49票）
6. 夏日紀事（Chronique d'un été，32票）
7. 北方的南努克（Nanook of the North，31票）
8. 拾穗者（Les Glaneurs et la Glaneuse，27票）
9. 别回頭（Dont Look Back，25票）
10. 灰色花園（Grey Gardens，25票）

## 另見
- 《電影筆記》：声名卓著的法國電影雜誌。